# Joel Campbell
Joel Nathaniel Campbell Samuels (San José, 26 de junho de 1992) é um futebolista costarriquenho que atua como atacante. Atualmente defende o Alajuelense.

## Carreira
Campbell foi revelado pelo Saprissa, do seu país natal. No primeiro semestre de 2011, esteve emprestado ao Puntarenas. Despertou o interesse de grandes clubes após o seu bom desempenho na Copa América de 2011. Apesar da precoce eliminação da Seleção Costarriquenha, Campbell pôde apresentar um bom futebol, especialmente na partida contra a Bolívia, onde foi o autor do segundo gol na vitória por 2–0.

### Arsenal
Em 18 de julho de 2011, o Arsenal anunciou a sua contratação por 930 mil libras, um valor extremamente baixo para os padrões do futebol europeu.
Entretanto, no dia seguinte, os Gunners desistiram da contratação após Joel e seu pai, que atua como empresário do jogador, não comparecerem à reunião que acertaria os últimos detalhes da transferência.

### Lorient
A transferência foi finalmente oficializada em agosto, mas Campbell teve seu visto de trabalho rejeitado no Reino Unido, obrigando o Arsenal a emprestá-lo ao Lorient até o fim da temporada. Pelo clube francês, o atacante atuou em 27 partidas e marcou quatro gols.

### Betis
Em julho de 2012, retornou ao clube inglês. No entanto, o jogador foi novamente emprestado dias depois, desta vez ao Real Betis. Vestindo a camisa dos Verdiblancos, Campbell disputou 33 partidas e marcou dois gols.

### Olympiacos
Em julho de 2013 foi novamente emprestado, desta vez para o Olympiacos. Jogando pelo time grego, Campbell fez 11 gols e jogou 43 vezes,

### Villarreal
Em janeiro de 2015, foi emprestado por uma temporada para o Villarreal, onde jogou 22 vezes e marcou apenas um gol e sempre entrou no últimos minutos de partida.

### Sporting
Sem espaço novamente no Arsenal, Campbell foi novamente emprestado, desta vez, para o então vice-campeão português, o Sporting. Em Portugal, o atacante chegou jogar seis partidas da Liga dos Campeões e 21 jogos na Primeira Liga. O jogador marcou três gols nos 29 jogos disputados contando com a Taça da Liga e a Taça de Portugal.

### Alajuelense
Após a passagem pelo Sporting, Campbell, retorna ao seu país de origem e passa a jogar pelo time Liga Deportiva Alajuelense que é uma das maiores e mais tradicionais equipes de futebol da Costa Rica. Joel jogou 56 vezes, fez 16 gols e distribuiu cinco assistências.

### Atlético Goianiense
Teve a sua contratação oficializada pelo Atlético Goianiense no dia 17 de julho de 2024, assinando contrato por empréstimo de um ano.

## Seleção Nacional
Estreou pela Seleção Costarriquenha principal no dia 5 de junho de 2011, contra Cuba, em partida válida pela Copa Ouro da CONCACAF. Na ocasião, o jogador substituiu o também atacante Marco Ureña no segundo tempo e marcou um gol.
Titular na Copa do Mundo de 2014, Joel marcou o gol de empate contra o Uruguai pelo Grupo D. A partida terminou 3–1 a favor da seleção da Costa Rica. Na Copa do Mundo FIFA de 2018 realizada na Rússia, Campbell também foi convocado e jogou apenas duas partidas. Na Copa do Mundo de 2022, no Catar, a seleção Seleção Costarriquenha de Futebol foi eliminada na fase de grupo e Joel Campbell jogou as três partidas, porém, não efetou nenhum gol.

## Títulos
Olympiacos
- Campeonato Grego: 2013–14

Arsenal
- Supercopa da Inglaterra: 2014[20]

Costa Rica
- Copa Centroamericana: 2014[21]

León
- Liga dos Campeões da CONCACAF: 2023[22]

### Prêmios individuais
- Melhor jogador da partida da Copa do Mundo de 2014: Uruguai 1–3 Costa Rica[23]